# Aisuluu Tynybekova
Aisuluu Tynybekova (en kirguís: Айсулуу Тыныбекова; Mailuu-Suu, 4 de mayo de 1993) es una deportista kirguisa que compite en lucha libre.
Participó en cuatro Juegos Olímpicos de Verano, obteniendo dos medallas, plata en Tokio 2020 y bronce en París 2024, ambas en la categoría de 62 kg; el quinto lugar en Río de Janeiro 2016 y el decimotercero en Londres 2012. Ganó cuatro medallas en el Campeonato Mundial de Lucha, entre los años 2017 y 2023.

## Palmarés internacional
| Juegos Olímpicos   | Juegos Olímpicos       | Juegos Olímpicos  | Juegos Olímpicos |
| Año                | Lugar                  | Medalla           | Categoría        |
| ------------------ | ---------------------- | ----------------- | ---------------- |
| 2020               | Tokio (Japón)          | Medalla de plata  | 62 kg            |
| 2024               | París (Francia)        | Medalla de bronce | 62 kg            |
| Campeonato Mundial |                        |                   |                  |
| Año                | Lugar                  | Medalla           | Categoría        |
| 2017               | París (Francia)        | Medalla de bronce | 58 kg            |
| 2019               | Nursultán (Kazajistán) | Medalla de oro    | 62 kg            |
| 2021               | Oslo (Noruega)         | Medalla de oro    | 62 kg            |
| 2023               | Belgrado (Serbia)      | Medalla de oro    | 62 kg            |